# Ley de la tolerancia de Shelford

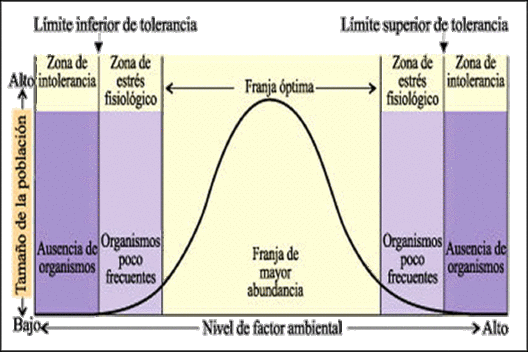
Ley de la tolerancia de Shelford

En ecología, los seres vivos se ven limitados por condiciones diversas y, además, por las interacciones producidas entre ellas. Los organismos viven dentro de ciertos rangos que van desde demasiado a demasiado poco: los llamados límites de tolerancia. Este concepto de que ciertas condiciones mínima y máxima limitan la presencia y el éxito de un organismo se domina ley de la tolerancia o ley de la tolerancia de Shelford, en honor de Victor Ernest Shelford, zoólogo y ecólogo animal estadounidense, quien la propuso a inicios de la primera década de 1900.